# 勃利夫人

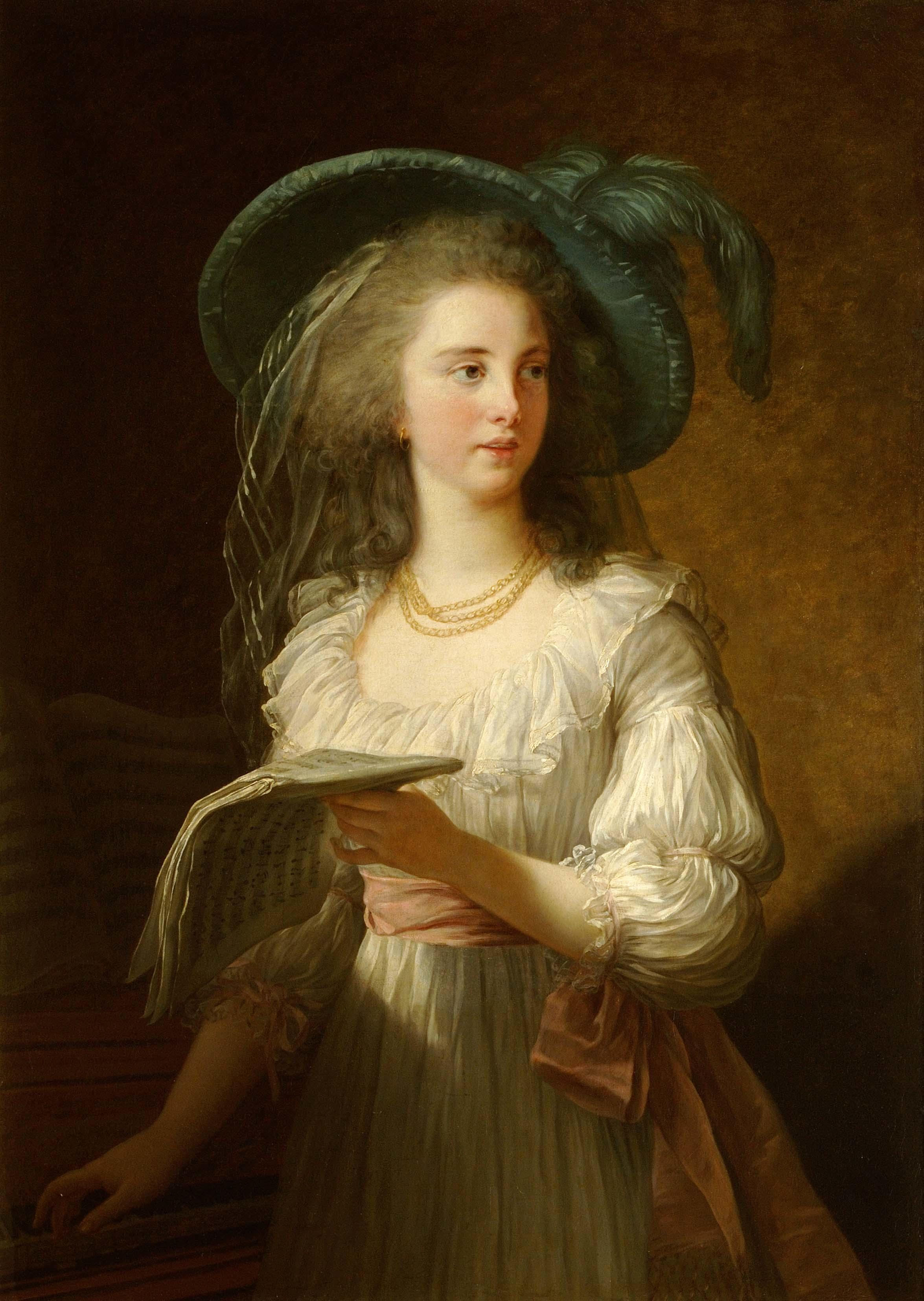
波利內公爵夫人肖像

波利內公爵夫人（Comtesse de Polignac），本名是約蘭德·瑪婷·嘉布麗葉兒·德·波拉斯壯，波利內公爵夫人，Yolande Martine Gabrielle de Polastron, duchesse de Polignac1749年9月8日—1793年12月9日）是出生於法國巴黎的貴族。她相當瑪麗·安托瓦內特重用，之後還成為王后子女的家庭教師。而波利內家族仗著瑪麗王后對其的寵幸得到許多榮華富貴。但當法國大革命爆發之後，該家族卻拋下瑪麗王后逃往奧地利避難，公爵夫人不久後即去世。